# Atletisme als Jocs Olímpics d'Estiu de 2024 - Marató femenina
La prova de Marató femenina d'Atletisme als Jocs Olímpics de París 2024 serà l'11a edició de l'esdeveniment en unes Olimpíades. La prova es disputarà l'11 d'agost del 2024 pels carrers de París, entre l'Ajuntament i el recinte dels Invàlids.
La kenyana Peres Jepchirchir és la vigent campiona de la prova olímpica després de guanyar la medalla d'or als Jocs Olímpics de Tòquio 2020. La medalla de plata fou per la seva compatriota Brigid Kosgei i la medalla de bronze la va guanyar l'estatunidenca Molly Seidel.
L'equip de Kènya és la selecció més guardonada, amb 2 medalles d'or, 4 medalles de plata i 1 medalla de bronze, en les 10 edicions que l'esdeveniment ha estat present als Jocs Olímpics. La russa Valentina Yegorova, amb 1 medalla d'or i 1 medalla de plata, és l'atleta més guardonada en tota la història de la competició.

## Format
La Marató és una prova de fons de l'atletisme que consisteix en recórrer 42,195 quilòmetres en territori urbà. La competició únicament consistirà en una sola cursa, on hi participaran les 80 atletes classificades. Les 3 atletes que quedin al capdavant, obtindran les medalles.

## Classificació
Hi ha dues maneres de classificar-se per la prova olímpica. La forma principal és superant la marca estàndard de classificació (que per aquesta edició són 2:26:50 hores), en qualsevol prova organitzada o supervisada per la Federació Internacional d'Atletisme, entre l'1 de novembre de 2022 i el 30 de juny de 2024. Depenent dels llocs que sobrin es podran classificar les atletes que no hagin aconseguit aquesta marca mitjançant les places universals i el rànquing atlètic i fent prevaler la diversitat geogràfica. S'ha de tenir en compte que només es podran classificar un màxim de 3 atletes per país i en cas que sigui superior, cada federació haurà d'escollir les 3 corredores que consideri per participar en les Olimpíades.
| Mètode de classificació    | Places | País          | Atleta classificada    |
| -------------------------- | ------ | ------------- | ---------------------- |
| Marca estàndard - 2:26:50h | 3      | Alemanya      |                        |
| Marca estàndard - 2:26:50h | 3      | Alemanya      |                        |
| Marca estàndard - 2:26:50h | 3      | Alemanya      |                        |
| Marca estàndard - 2:26:50h | 3      | Austràlia     |                        |
| Marca estàndard - 2:26:50h | 3      | Austràlia     |                        |
| Marca estàndard - 2:26:50h | 3      | Austràlia     |                        |
| Marca estàndard - 2:26:50h | 3      | Bahrain       |                        |
| Marca estàndard - 2:26:50h | 3      | Bahrain       |                        |
| Marca estàndard - 2:26:50h | 3      | Bahrain       |                        |
| Marca estàndard - 2:26:50h | 3      | Espanya       |                        |
| Marca estàndard - 2:26:50h | 3      | Espanya       |                        |
| Marca estàndard - 2:26:50h | 3      | Espanya       |                        |
| Marca estàndard - 2:26:50h | 3      | Estats Units  | Dakotah Lindwurm       |
| Marca estàndard - 2:26:50h | 3      | Estats Units  | Fiona O'Keeffe         |
| Marca estàndard - 2:26:50h | 3      | Estats Units  | Emily Sisson           |
| Marca estàndard - 2:26:50h | 3      | Etiòpia       |                        |
| Marca estàndard - 2:26:50h | 3      | Etiòpia       |                        |
| Marca estàndard - 2:26:50h | 3      | Etiòpia       |                        |
| Marca estàndard - 2:26:50h | 3      | França        |                        |
| Marca estàndard - 2:26:50h | 3      | França        |                        |
| Marca estàndard - 2:26:50h | 3      | França        |                        |
| Marca estàndard - 2:26:50h | 3      | Japó          | Honami Maeda           |
| Marca estàndard - 2:26:50h | 3      | Japó          | Mao Ichiyama           |
| Marca estàndard - 2:26:50h | 3      | Japó          | Yuka Suzuki            |
| Marca estàndard - 2:26:50h | 3      | Kenya         |                        |
| Marca estàndard - 2:26:50h | 3      | Kenya         |                        |
| Marca estàndard - 2:26:50h | 3      | Kenya         |                        |
| Marca estàndard - 2:26:50h | 3      | Regne Unit    |                        |
| Marca estàndard - 2:26:50h | 3      | Regne Unit    |                        |
| Marca estàndard - 2:26:50h | 3      | Regne Unit    |                        |
| Marca estàndard - 2:26:50h | 3      | Uganda        |                        |
| Marca estàndard - 2:26:50h | 3      | Uganda        |                        |
| Marca estàndard - 2:26:50h | 3      | Uganda        |                        |
| Marca estàndard - 2:26:50h | 3      | Xina          | Bai Li                 |
| Marca estàndard - 2:26:50h | 3      | Xina          | Li Zhixuan             |
| Marca estàndard - 2:26:50h | 3      | Xina          | Zhang Deshun           |
| Marca estàndard - 2:26:50h | 2      | Croàcia       | Bojana Bjeljac         |
| Marca estàndard - 2:26:50h | 2      | Croàcia       | Matea Parlov Kostro    |
| Marca estàndard - 2:26:50h | 2      | Ecuador       | Rosa Chacha            |
| Marca estàndard - 2:26:50h | 2      | Ecuador       | Silvia Ortiz           |
| Marca estàndard - 2:26:50h | 2      | Itàlia        | Giovanna Epis          |
| Marca estàndard - 2:26:50h | 2      | Itàlia        | Sofiia Yaremchuk       |
| Marca estàndard - 2:26:50h | 2      | Mèxic         | Margarita Hernández    |
| Marca estàndard - 2:26:50h | 2      | Mèxic         | Citlali Moscote        |
| Marca estàndard - 2:26:50h | 2      | Països Baixos | Sifan Hassan           |
| Marca estàndard - 2:26:50h | 2      | Països Baixos | Anne Luijten           |
| Marca estàndard - 2:26:50h | 2      | Perú          | Jovana de la Cruz      |
| Marca estàndard - 2:26:50h | 2      | Perú          | Gladys Tejeda          |
| Marca estàndard - 2:26:50h | 2      | Polònia       | Aleksandra Lisowska    |
| Marca estàndard - 2:26:50h | 2      | Polònia       | Angelika Mach          |
| Marca estàndard - 2:26:50h | 2      | Romania       | Joan Chelimo Melly     |
| Marca estàndard - 2:26:50h | 2      | Romania       | Delvine Relin Meringor |
| Marca estàndard - 2:26:50h | 2      | Sud-àfrica    | Gerda Steyn            |
| Marca estàndard - 2:26:50h | 2      | Sud-àfrica    | Irvette van Zyl        |
| Marca estàndard - 2:26:50h | 2      | Tanzània      | Jackline Sakilu        |
| Marca estàndard - 2:26:50h | 2      | Tanzània      | Magdalena Shauri       |
| Marca estàndard - 2:26:50h | 1      | Àustria       | Julia Mayer            |
| Marca estàndard - 2:26:50h | 1      | Bèlgica       | Hanne Verbruggen       |
| Marca estàndard - 2:26:50h | 1      | Canadà        | Malindi Elmore         |
| Marca estàndard - 2:26:50h | 1      | Colòmbia      | Angie Orjuela          |
| Marca estàndard - 2:26:50h | 1      | Eritrea       | Dolshi Tesfu           |
| Marca estàndard - 2:26:50h | 1      | Finlàndia     | Camilla Richardsson    |
| Marca estàndard - 2:26:50h | 1      | Irlanda       | Fionnuala McCormack    |
| Marca estàndard - 2:26:50h | 1      | Israel        | Lonah Chemtai Salpeter |
| Marca estàndard - 2:26:50h | 1      | Maurici       | Marie Perrier          |
| Marca estàndard - 2:26:50h | 1      | Marroc        | Fatima Ezzahra Gardadi |
| Marca estàndard - 2:26:50h | 1      | Nova Zelanda  | Camille French         |
| Marca estàndard - 2:26:50h | 1      | Portugal      | Susana Godinho         |
| Marca estàndard - 2:26:50h | 1      | Rwanda        | Clementine Mukandanga  |
| Marca estàndard - 2:26:50h | 1      | Suècia        | Carolina Wikström      |
| Marca estàndard - 2:26:50h | 1      | Suïssa        | Fabienne Schlumpf      |
| Marca estàndard - 2:26:50h | 1      | Turquia       | Sultan Haydar          |
| Marca estàndard - 2:26:50h | 1      | Txèquia       | Moira Stewartová       |
| Rànquing atlètic           | 1      |               |                        |
| Places universals          | 1      |               |                        |

## Medaller històric
| Posició | País              | Or | Argent | Bronze | Total |
| ------- | ----------------- | -- | ------ | ------ | ----- |
| 1       | Kenya             | 2  | 4      | 1      | 7     |
| 2       | Japó              | 2  | 1      | 1      | 4     |
| 3       | Etiòpia           | 2  | 0      | 1      | 3     |
| 4       | Romania           | 1  | 1      | 0      | 2     |
| 5       | Estats Units      | 1  | 0      | 2      | 3     |
| 6       | Portugal          | 1  | 0      | 1      | 2     |
| 7       | Equip Unificat    | 1  | 0      | 0      | 1     |
| 8       | Rússia            | 0  | 1      | 1      | 2     |
| 9       | Bahrain           | 0  | 1      | 0      | 1     |
| 9       | Austràlia         | 0  | 1      | 0      | 1     |
| 9       | Noruega           | 0  | 1      | 0      | 1     |
| 12      | Alemanya de l'Est | 0  | 0      | 1      | 1     |
| 12      | Xina              | 0  | 0      | 1      | 1     |
| 12      | Nova Zelanda      | 0  | 0      | 1      | 1     |